# Hygrobates excilis
Hygrobates excilis är en kvalsterart som beskrevs av Koenike 1895. Hygrobates excilis ingår i släktet Hygrobates och familjen Hygrobatidae. Inga underarter finns listade i Catalogue of Life.